# 奇台县
44°01′N 89°35′E / 44.017°N 89.583°E
奇台县（維吾爾語：گۇچۇڭ ناھىيىسى‎，拉丁维文：Guchung Nahiyisi或Guqung Nah̡iyisi）是中国新疆维吾尔自治区昌吉回族自治州所辖的一个县。总面積16709平方公里，常住人口約22萬人。

## 名称
“奇台”地名的来源存在多种说法，其一为清朝乾隆二十四年（公元1759年）在现奇台县老奇台镇曾筑有七台堡，即乌鲁木齐之东第七个堡垒，故称七台，又因“七”与“奇”同音，后称之为奇台；其二为老县城（现为老奇台镇）因缺水，家家挖水井，都修建了各式各样，“奇”形怪状的“井台”，后面简称奇台；“奇台”一说为“契丹”的转音。

## 历史
汉武帝元狩四年（公元前119年）张骞出使西域，各部落国始通于汉。至武帝元封六年（公元前105年），再遣使深入西域诸国，当时，西域诸部落国中较大者，天山南路为楼兰，天山北路为车师，奇台地区辖属车师后国。汉宣帝地节二年（公元前68年），郑吉破车师，其王请归服，郑吉遂留吏卒数十人，护车师王，再遣吏卒三百人，“分田于车师之地以充实之”；汉宣帝神爵二年（公元前60年），郑吉再次率兵进西域，亲临车师，北匈奴日逐王先贤掸率数万骑归服汉，并受汉封为归德侯，汉乃设西域都护府。
唐太宗贞观3年（公元629年），命李靖为帅，率部北伐突厥，其突利可汗降唐。次年夏，唐以凉州都督李大亮为西北道安抚大使。唐贞观十四年（公元640年），即在汉车师后国金蒲城西北百里之平畴沃野地带筑城堡，设置蒲类县，隶属庭州所辖。武周长安二年（公元702年）岁暮，设置北庭都护府时，蒲类县亦属辖区之内。越十年，唐睿宗太极元年（公元712年），北庭都护府晋级为北庭大都护府；唐玄宗开元二十一年（公元733年），复遣北庭节度使固定驻节北庭。
奇台县一直以来都是新疆最重要的城市之一，明清及民国长达数百年的历史时期，古城（今奇台）与哈密、伊犁和迪化（今乌鲁木齐）并称新疆四大都会。据沙皇俄国使者记载，古城（奇台）的经济繁荣曾一度超过当时的迪化（今乌鲁木齐市），故有“金奇台”之美称。古城曾有“合丰轩”、“会丰轩”、“上三元”、“鸿春园”四大饭店，名气冠绝西域。1920年以后，随着新疆与苏联的通商、交通的发达，北疆的商业中心已逐渐从古城（奇台）转移到乌鲁木齐，有名的“鸿春园”饭馆也迁至乌鲁木齐。
奇台曾短暂建市。1953年，新疆省政府（当时新疆还没有成立自治区）决定将新疆人口大县奇台县的县城（奇台镇区）设立奇台市，但1954年9月20日通过的《中华人民共和国宪法》在第四节“地方各级人民代表大会和地方各级人民委员会”中，要求全国各省市县必须设立革命委员会取代之前的人民政府。于是，1956年自治区撤销了奇台市人民政府，成立奇台镇人民委员会，将所辖12个街政府调整为10个居民委员会，奇台镇人民委员会隶属于奇台县人民委员会。从此，奇台市不复存在。
奇台是一座历史文化名城，当地人俗称古城，至今维吾尔语中的奇台发音还是“古城”（老維文：گۇچۇڭ ناھىيىسى；拉丁維文：Guchung Nahiyisi），哈萨克和塔塔尔人则称为“琼吉”，县城及其周围各种历史文物颇多。奇台是新疆汉族人世代居住之地，在这里世居三、四百年以上汉族人很多。奇台的方言（又叫新疆土话、新疆话、新疆方言），在新疆非常典型，已被称为新疆的普通话。新疆著名的杂话表演艺术家赵国柱先生的《新疆杂话》，就是以奇台话为范本，故有新疆汉文化发源地之说。 清乾隆三十八年（1773年）建靖宁城（今老奇台镇），清乾隆四十一年设奇台县，属迪化州。清光绪十五年（1889年），县治由靖宁城迁入现址，因境内有唐朝墩古城，复得名“古城子”。1958年，奇台县划归昌吉州。
美國曾在新疆奇台附近建立監測蘇聯核武器和導彈試驗的監測站，取代了原設在伊朗的監測站。

## 人口
2020年末，根據全國第七次人口普查結果顯示：全县常住人口为219811人。

## 地理
奇台县位于新疆维吾尔自治区东北部，昌吉回族自治州东部，东与木垒哈萨克自治县为邻，南与吐鲁番市交界，西连吉木萨尔县，北接富蕴县、青河县，县域总面积1.93万平方公里。
奇台县从南到北地理环境独特，地形地貌复杂多变，南依天山，北部是北塔山。地势南北高，中间低，呈马鞍形状。有高山、丘陵、平原、沙漠多种地貌。最高点为南部无外名山山峰，海拔4014米。最低点为北部盆地中心丘河，海拔506米；北部是荒漠，将军戈壁横卧其间；中部是天山冲积层平原。奇台县境南部是天山山脉，东西走向。其间有萨尔勒达板、照壁山、马鞍山、宋家渠、分水岭等山系。主峰无名山，海拔4014米。山地等高线1600米。县境北部有北塔山，属阿尔泰山山系，东南走向。主峰阿同敖包，海拔3290米，山地等高线在2000米以上。
奇台县内有12条河流，较大的有开垦河、中葛根河、碧流河、吉布河、达板河。其中开垦河积水面积500平方公里，年径流量占全县的三分之一，是奇台县最大的河。天山冲击扇以下的泉水溢出带，有水磨河、小屯河、东地河、西地河、八家户河。奇台县河水年径流量为4.65亿立方米。
奇台县属中温带大陆性半荒漠干旱性气候。年平均气温5.5℃。七月平均气温22.6℃，极端最高气温39℃，一月平均气温-18.9℃,极端最低气温-37.3℃。年平均相对湿度60%。风向平时盛行南风，灾害性天气多西北风，最大风力12级，年平均风速2.9米/秒。无霜期年平均153天（从4月下旬到10月上旬）。年平均降水量269.4毫米。

## 经济
奇台是新疆产粮第一大县，耕地面积第二大县、面粉生产第一大县、肉品生产第一大县。奇台县有宜农耕地250万亩，2012年播种面积189万亩，是新疆耕地面积第二大县，仅次于喀什地区莎车县，奇台一个县的耕地面积甚至比乌鲁木齐市、博州、克州、吐鲁番地区、哈密地区等一个地区（州、市）都要多。奇台每年生产粮食8亿公斤以上，占昌吉州的三分之一、全疆的六分之一，被列为国家级粮食生产大县。奇台还是中国小吃之乡，奇台过油肉拌面全疆有名，新疆所有设市城市均有奇台黄面，奇台号称新疆酒乡，古城酒获得中国历史文化名酒和中华老字号企业称号，获第二届国际酒文化节白酒类金奖，还是新疆伊力特酒业的“师傅”。另外，在奇台县发现的恐龙化石、硅化木闻名全国，迄今为止亚洲最大的马门龙化石就出土自奇台县。奇台风光秀丽的江布拉克和世界吉尼斯之最的天山怪坡、汉代疏勒古城每年都引得游客纷至沓来，旅游旺季甚至会让乌奇高速公路严重堵车。
矿产有煤、花岗岩、铁、金、银、铜、芒硝、石墨、石灰石、膨润土、珍珠岩等20余种矿产资源，而奇台（准东煤田）的煤炭资源，煤炭资源储量达到惊人的2808亿吨，成为名符其实的中国煤炭储量第一大县，远超因煤炭开发而暴富的陕西神木县（500亿吨）、府谷县（200亿吨）和内蒙古鄂尔多斯市（1696亿吨），花岗岩储量也相当可观，预测储量达30亿立方米。

## 行政区划
奇台县下辖9个镇、3个乡、3个民族乡：
奇台镇、老奇台镇、半截沟镇、吉布库镇、东湾镇、西地镇、碧流河镇、三个庄子镇、西北湾镇、坎尔孜乡、五马场哈萨克族乡、古城乡、乔仁哈萨克族乡、七户乡和大泉塔塔尔族乡。

## 交通

### 公路
- 京新高速、 335国道过境。

### 航空
- 准东奇台机场（现改名为：奇台江布拉克机场）

2021年10月22日，民航新疆管理局正式批复《新疆准东（奇台）民用机场总体规划》，该机场位于新疆维吾尔自治区昌吉回族自治州奇台县西北湾镇绿洲边缘处，南距奇台县县城约16千米，距离乌鲁木齐地窝堡机场215千米。为4C级支线机场。本期工程按照年旅客吞吐量47万人次、货邮吞吐量1000吨的目标设计，兼顾通用航空及乌鲁木齐机场的备降机场任务。主要建设内容包括：建设1条长2800米、宽45米的跑道；建设5000平方米的航站楼、7个机位的站坪、1座塔台和800平方米的航管楼；配套建设空管、供油、消防救援等设施。主要服务于奇台、吉木萨尔、木垒县和准东经济技术开发区的景区及周边的旅游、公务、商务活动，兼顾通用航空使用。奇台江布拉克机场于2024年8月8日正式开通运营。